# 25. српска дивизија НОВЈ
Двадесет пета српска ударна дивизија била је дивизија Народноослободилачке војске Југославије формирана 21. јун 1944. код села Јошанице, у Пустој реци наредбом Главног штаба НОВ и ПО Србије као Четврта српска дивизија. Приликом формирања у њен састав ушле су Шеснаеста, Осамнаеста и Деветнаеста српска бригада НОВЈ, укупно око 2.000 бораца.
Под командом Главног штаба НОВ и ПО Србије дивизија је била до 6. септембра 1944, а потом до 3. децембра у саставу 13. српског корпуса, када је поново враћена у под команду Главног штаба Србије. Од марта 1945. била је резерва Генералштаба ЈА.

## Борбени пут дивизије
Јуна 1944. године, дивизија је учествовала у борбама против делова Расинко-топличке и Јужноморавске групе корпуса ЈВуО у Топлици и Јабланици, јула против делова бугарске 27. дивизије и Четврте групе јуришних корпуса ЈВуО у топличко-јабланичкој операцији, а августа у долини Јужне Мораве и на Бабичкој гори против четничких, бугарских и немачких јединица.
Из рејона Бољевца почетком септембра 1944, дивизија је по наређењу Штаба Четрнаестог српског корпуса НОВЈ наступала преко Голог врха код Плавне и Клокочевца према Доњем Милановцу, на који је 11. септембра извршила неуспешан напад.
У очекивању јединица Црвене армије, дивизија је 21. септембра у борби против четника ослободила Кучево, а затим је у рејону села Мироча ступила 24. септембра у везу са 109. стрељачким пуком 113. дивизије Црвене армије. Од 1. до 12. октобра је са осталим јединицама 14. корпуса учествовала у борбама за ослобођење источне Србије у садејству с јединицама 75. и 68. стрељачког корпуса Црвене армије, водила тешке борбе код Клокочевца, Милошеве куле, Рудне главе, против делова немачке корпусне групе „Штетнер“. Затим је у источној Србији чистила терен од остатака разбијених јединица ЈВуО. У рејон Краљева била је упућена 10. новембра ради заједничких операција с Другом пролетерском дивизијом НОВЈ против немачке корпусне групе „Милер“. Реку Ибар прешла је 29. новембра код Матаруга и, у наступању, заузела село Каону и Ариље, затим са Другом пролетерском дивизијом 13. децембра ослободила Пожегу, а 16. децембра Ужице.
Од јануара 1945. године, 25. дивизија је учествовала у операцијама Друге југословенске армије и посебно се истакла половином марта на положајима код Сребреника, на СЗ падинама Мајевице, кад је уништила немачки батаљон, а потом у разбијању четника на планини Требавцу, чиме је обезбедила десни бок главнине Друге армије ЈА при форсирању реке Босне.
Пошто је 18. априла форсирала Дрину, дивизија је 19. априла прешла на подручје планине Вучијака у напад на јачу групацију четника, усташа и домобрана који су угрожавали бок и позадину Друге армије ЈА. Од 29. априла до 8. маја прешла је пешке од Оџака до Загреба (преко 300 км) и одмах из марша ангажована у завршним борбама у ширем рејону Загреба.

## Командни састав дивизије
- Команданти дивизије:
  - Радивоје Јовановић — од формирања дивизије до септембра 1944.
  - Урош Кукољ — од септембра 1944. до марта 1945.
  - Рајко Танасковић — од марта 1945. до краја рата

- Политички комесари дивизије:
  - Радош Јовановић Сеља — од формирања дивизије до септембра 1944.
  - Милојица Пантелић — од септембра 1944. до краја рата

- Начелници Штаба дивизије:
  - Драгослав Петровић Горски — од формирања дивизије до октобра 1944.
  - Воја Секулић — од октобра 1944. до краја рата